# المعتلاء (وادي الدواسر)
المعتلاء، هي قرية من فئة (ب) تقع في محافظة وادي الدواسر، والتابعة لمنطقة الرياض في السعودية. وتبعد المعتلاء عن محافظة وادي الدواسر بمسافة تقارب () كم.